# Streitwertkatalog für die Verwaltungsgerichtsbarkeit
Der Streitwertkatalog für die Verwaltungsgerichtsbarkeit ist eine Zusammenstellung unverbindlicher Streitwerte für die Verwaltungsgerichtsbarkeit.

## Systematik
Die Streitwerte, die Bemessungsgrundlage der Gerichtsgebühren sowie der gesetzlichen Anwaltsgebühren sind, sind nach Verfahrensgegenständen (inhaltlich) geordnet; ihnen ist ein allgemeiner Teil vorangestellt, der nach Verfahrenssituationen geordnet ist. Sie ergänzen die rudimentären gerichtskostengesetzlichen Vorgaben.

## Entwicklung
Um der Praxis der häufig nicht einzelfallbezogenen Streitwertbemessung einerseits und den bei gleichgelagerten Streitigkeiten zwischen den Gerichten stark differierenden Streitwertbemessungen in Verfahren der allgemeinen Verwaltungsgerichtsbarkeit andererseits vorzubeugen, wurde durch Richter des Bundesverwaltungsgerichts und der Oberverwaltungsgerichte bzw. Verwaltungsgerichtshöfe ein Streitwertkatalog entworfen. 1991 wurde der erste Streitwertkatalog veröffentlicht. Anpassungen in den folgenden Jahren führten zur Veröffentlichung von Neufassungen in den Jahren 1996 und 2004. Die aktuelle Fassung berücksichtigt die am 18. Juli 2013 beschlossenen Änderungen.